# Hoplitis pisidiae
Hoplitis pisidiae är en biart som beskrevs av Borek Tkalcu 2000. Hoplitis pisidiae ingår i släktet gnagbin, och familjen buksamlarbin. Inga underarter finns listade i Catalogue of Life.